# Ріо-Негро (Чилі)
Ріо-Негро (ісп. Río Negro) — місто в Чилі. Адміністративний центр однойменної комуни. Населення — 6583 особи (2002). Місто і комуна входить до складу провінції Осорно і регіону Лос-Лагос.
Територія комуни — 1265,7 км². Чисельність населення - 13 952 осіб (2007). Щільність населення - 11,02 чол./км².

## Розташування
Місто розташоване за 80 км на північний захід від адміністративного центру регіону міста Пуерто-Монт та за 25 км на південь від адміністративного центру провінції міста Осорно.
Комуна межує:
- на півночі - з комунами Осорно, Сан-Хуан-де-ла-Коста
- на сході — з комуною Пуерто-Октай
- на півдні - з комуною Пурранке

На заході комуни розташований Тихий океан.

## Демографія
Згідно з даними, зібраними під час перепису Національним інститутом статистики, населення комуни становить 13 952 особи, з яких 7100 чоловіків та 6852 жінки.
Населення комуни становить 1,76% від загальної чисельності населення регіону Лос-Лагос. 59,64% належить до сільського населення і 40,36% - міське населення.